# علي الرزيزاء
علي الرزيزاء فنان تشكيلي سعودي (ولد في أشيقر في المنطقة الوسطى من السعودية عام 1944م) يعد من جيل الرواد. وهو من الجيل الذي لحق بجيل الرعيل الأول من الفنانين التشكيليين في المملكة العربية السعودية الذي بدأ نشاطه في الستينات الميلادية. ومن أبرز أعماله تصميم شعار احتفالية المئوية بمناسبة مرور 100 عام على استرداد الرياض عام 1419هـ.

## التعليم
- درس التربية الفنية في معهد التربية الفنية في الرياض عام 1968.
- حاصل على دبلوم من أكاديمية الفنون في روما عام 1979.[3]

## العمل
- عمل معلماً في معهد التربية الفنية في الرياض لمدة ثلاث سنوات.
- عمل معلماً في التعليم العام.
- عمل مهندساً للديكور في أمانة الرياض ست سنوات، وعمل خلالها على الإشراف على العديد من المعارض الفنية التي نظمتها الأمانة.[4]

## معارض ومشاركات فنية
- قام بإعداد وتصميم وتنفيذ معرض (الرياض بين الأمس واليوم) الذي قدَّم صورة مشرقة لهوية المملكة العربية السعودية، وهو المعرض الذي جال على عديد من الدول والعواصم من أبرزها: (لندن – باريس – القاهرة – أمريكا – كندا – إشبيليا).
- شارك في احتفالية (نور الرياض) التي أقيمت في الرياض في شهر مارس 2021،[5] وتضمنت عرض أعمال فنية تفاعلية تعتمد على الإضاءة، وشارك فيها 60 فنانًا من كبار الفنانين في مجال فنون الإضاءة، ينتمون لأكثر من 20 دولة.[6]
- فاز تصمميه لشعار المئوية بمناسبة مرور 100 عام على استرداد الرياض، وطبع على عملات العشرين والمئتي ريال عام 1419هـ.[7]

## تكريم
- في عام 1989م تلقى الفان علي الرزيزا هدية من الرئيس الأمريكي جورج بوش عبارة عن صورة له بجانب لوحة الفنان (حنين إلى الماضي) التي أهداها الرزيزاء للرئيس الأمريكي قبل ذلك.[8]
- احتفت به وزارة الثقافة هو وعدد من رواد الفن التشكيلي في السعودية عام 2020، وذلك بإقامة معرض فني بعنوان «بعد حين: الكعبي وتلاميذه».[9]